# Gmina Kehtna
Gmina Kehtna (est. Kehtna vald) – gmina w Estonii, w prowincji Raplamaa. Jej powierzchnia wynosi 511,97 km², a liczba ludności 5407 osób (2022). Siedzibą gminy jest Järvakandi.
Gmina została utworzona w 1991 roku. Pierwotnie siedzibą była Kehtna. W 2017 połączono obszar gminy z miejscowością-gminą Järvakandi.
W skład gminy wchodzi:
- 1 alev: Järvakandi
- 5 alevików: Eidapere, Lelle, Keava, Kehtna, Kaerepere.
- 43 wsi: Ahekõnnu, Ellamaa, Haakla, Hertu, Hiie, Ingliste, Kaerepere, Kalbu, Kehtna-Nurme, Kastna, Kenni, Koogimäe, Koogiste, Kumma, Kõrbja, Käbiküla, Kärpla, Laeste, Lalli, Lau, Lellapere, Lellapere-Nurme, Linnaaluste, Lokuta, Metsaääre, Mukri, Nadalama, Nõlva, Ohekatku, Pae, Palasi, Paluküla, Põllu, Põrsaku, Reonda, Rõue, Saarepõllu, Saksa, Saunaküla, Selja, Sooaluste, Valtu-Nurme, Vastja.